# 조직 개발
조직개발(Organization Development)은 1960년대에 계획적 변화 이론(planned change theory)에서 비롯 되었다. 조직개발은 조직 내외환경 변화에 대한 조직체의 적응 능력을 기르기 위한 조직체의 변화와 구성원의 행동개선을 의미한다. 다시 말해 조직체 전체의 효율성을 높이고 경영 성과를 증대시키기 위한 여러 가지 변화와 개혁을 효율적으로 촉진시키는 것이다. 현대조직이 경쟁력을 강화하고 장기적인 경영 성과를 높이는 과정인 조직개발은 아래 이어지는 내용과 같은 다양한 변화와 개혁을 포함한다.

## 조직개발의 정의 및 목적[4][5][6]
현대조직에서의 일반적인 조직구조조정의 방향은 관료화된 수직적 계층조직에서 유연성 있는 수평적 조직으로,
조직 개발에 대해 설명한다.
집권적 조직에서 자율적 사업조직으로, 기능적 조직에서 메트릭시스템 조직으로, 그리고 대규모 조직에서 소규모 단위 조직으로 조직구조 설계 패턴을 바꾸는 것이다. 여기서 조직개발은 구성원들의 행동 경향을 고려하여 새 조직구조와 구성원들간의 통합이 이루어지도록 조직구조를 설계하고 구성원들의 행동을 개선함으로써 조직의 효율성과 성과를 높이는데 기여한다.
조직체는 인간으로 구성된 사회시스템이다. 그렇기 때문에 심리학, 사회학, 인류학 분야의 이론 지식은 개인 및 집단행동, 조직문화의 변화를 전략적으로 구상∙계획하고 이를 성공적으로 추진하는데 큰 도움을 준다. 설문조사와 피드백, 실험, 면접 및 관찰 등 행동과학 분야에서 사용되는 연구방법은 조직개발의 변화과정에서의 문제를 진단하고 행동개선을 시도하는 데 직접 적용된다.
변화를 계획하고 이를 집행해 나가는 과정에서 구성원집단과 경영층, 노조의 구성원 개개인 등 집단 소속에 따라서 문제진단으로부터 시작하여 변화방법의 설계와 추구하는 성과의 달성에 이르기까지 다양한 가치판단과 견해가 제기될 수 있고, 문제에 대한 지각과 달성할 성과에 대하여 많은 견해차이를 보일 수 있다.
이와 같은 갈등관계 속에서 조직개발은 어디까지나 행동과학 관점에서 개인의 가치를 중요시하고 조직체 생활을 통하여 개인의 가치를 확대시키는데 최선의 노력을 기울인다. 변화과정에서 구성원들간의 개방성과 상호이해 및 자발적인 협조행동을 강조함으로써 구성원들과 조직체의 통합을 이루고 양측의 공동혜택을 최대화 시켜야 한다.
조직개발은 어느 구성원 집단의 문제를 일정한 기간 동안에 집중적으로 해결함으로써 완료되는 임시적인 변화과정이 아니라, 집단과 조직체 전체의 효율성과 성과를 계속 높이는 것을 목적으로 장기적으로 지속되는 영구적인 과정이다.

## 형성 배경
조직개발은 행동과학의 이론 지식과 연구 방법들을 조직 환경에 적용하며 발달되기 시작하였다. 이러한 이론 형성 과정에서 다양한 행동과학의 이론과 연구들이 이론적 바탕이 되었다.

### 전략적 변화와 조직 변혁
대규모의 복잡한 조직변화가 나타남에 따라 조직개발도 전략적 관점에서의 변화를 촉진하여야 한다는 필요성이 대두되었다.
조직의 환경, 전략, 설계간의 정합성을 증진시키는것을 목표로 하는 전략적 변화에는 크게 두가지 목적을 갖는데, 첫째는 조직과 환경 간 관계를 증진시키는 것이고, 둘째로는 조직 내 기술, 구조, 정보, 인적 자원, 문화 요소간 적합성을 향상시키는 것이다.
이러한 전략적 변화는 현대에 들어서며 규제증가, 기술 진보, 외부 CEO 영입 등과 같은 조직의 상황 변화에 의해 필요성이 커지게 되었다.

## 핵심 가치와 실행 원칙
조직개발은 사전에 계획된 체계적인 변화노력으로 조직이론, 행동과학, 지식 및 스킬을 이용하여 조직이나 조직 내 단위조직이 더욱 활성화 될 수 있도록 돕는다.
조직개발은 조직개발 전문가의 행동과 활동의 지침이 되는 뚜렷한 핵심가치와 원칙에 밑바탕을 둔다.

### 핵심 가치 기반
| 가치                 | 내용 |
| -------------------- | --- |
| 존중과 포용          | 모든 사람들의 관점과 의견을 동등히 존중한다.                                                                                     |
| 협력                 | 조직 내에 상호 Win-Win관계를 구축한다.                                                                                           |
| 진정성               | 사람들이 자신이 추구하는 가치와 부합되는 행동을 하도록 돕는다.                                                                   |
| 자기이해             | 조직 내 자기이해와 대인관계 스킬의 향상을 돕는 데 주력한다.                                                                      |
| 권력이양             | 생산성을 높이고 직원들의 사기증진을 위해 고객사의 모든 사람들이 조직내에서 개인의 자율성과 영향력을 높이고 용기를 가지도록 한다. |
| 민주주의와 사회 정의 | 사람들은 자신들이 직접 참여해 이루어 놓은 것을 지지한다는 신념이며, 인류의 정신은 민주주의 원칙을 추구할 때 고양된다는 신념이다. |

### 실행 원칙
| 원칙          | 내용 |
| ------------- | --- |
| 이론적 뒷받침 | 조직개발의 강점은 응용행동과학, 물리과학 등 인간 시스템에 대한 이해를 돕는 다양한 학문 영역으로부터 도출된 것임을 유의하여야 한다.                                                                              |
| 시스템 중심   | 조직개발은 지역사회와 조직에 대한 이해를 위해 오픈시스템 이론과 접근법을 토대로 한다. 시스템 일부의 변화는 다른 부분의 변화를 야기하고 한 부분의 변화는 다른 부분에서 지원해 주는 변화 없이는 유지될 수 없다.   |
| 액션 리서치   | 경험적 연구와 반대되는 조직개발의 독특한 특징은 현상을 단순히 관찰함으로써 변화를 유도한다는 것이다. 계획된 실행의 결과는 반드시 지속적으로 검토되어야 하며 변화전략 역시 개입이 진행됨에 따라 수정되어야 한다. |
| 프로세스 중심 | 일의 내용 자체보다는 일이 일어나게 되는 프로세스를 중요시 하여야 한다. |
| 데이터 기반   | 타당한 데이터를 찾아내서 변화가 필요한 절박한 이유를 설명하는 근거를 대고, 조직이 원하는 미래 모습으로 나아가려는 헌신을 도출하기 위해서 조직 내,외부 환경을 연구하고 진단하여야 한다.                          |
| 고객 중심     | 조직개발 컨설던트는 고객의 니즈에 중점을 두어야 하며, 조직개발의 모든 단계에서 고객의 주인의식을 고취하고 컨설턴트의 임무가 끝난 후에도 고객이 변화를 지속할 수 있는 능력을 지원하여야 한다.                    |

## 대표적 수행 모델

### Kurt Lewin의 변화모델[9][10]
심리학자인 커트 레빈(Kurt Lewin, 1890년 9월 9일 - 1947년 2월 12일)은 조직이 새로운 시스템과 프로세스 및 조직구조를 도입한다는 것이 곧 조직의 변화를 의미하지는 않는다는 것을 이해하였다. 오히려, 외형적으로 구조적인 형태의 변화보다는 조직에 속한 개인들이 개별적으로 변화를 이행함으로써 조직이 발전할 수 있고 조직성과 또한 향상될 수 있다고 하였다. 이러한 변화의 과정을 Lewin은 해빙(unfreezing), 이동(moving), 그리고 재결빙(refreezing)의 3단계 프로세스로 제시하였다. 이러한 프로세스를 통해 어떤 하나의 정적인 상태에서 새로운 상태로 움직인다고 하였다. 또한, 단계의 이동을 통해 새로운 단계에 이르게 되면 그 상태를 유지하고 지탱하려는 힘의 균형이 생기게 되는데, 이를 역장이론으로 설명하였다.
| 단계       | 내용 |
| ---------- | --- |
| 해빙단계   | 성과지향의 변화를 촉진하는 첫단계는 현 상태의 해빙, 또는 재배열(shakeup)을 포함한다. 이는 기존상태가 정상적인 것이 아님을 인식하고 변화에 대한 추진력을 일으키는 단계를 의미한다. 명확하지 않은 변화의 모습이 규정되지 않기에 혼란함을 초래할 수 있으나, 구성원들이 변화의 목적과 방향성을 인식하고 변화에 동참하도록 격려하는 것을 의미한다. 해빙의 단게에서는 특히, 구성원의 저항에 대한 판단이 중요하며, 이를 극복할 수 있는가의 여부가 다음단계로의 상승을 가능케하는 핵심요인이 될 수 있다. 변화에 대한 지지와 저항의 힘이 균형을 이루는 과정에서 격렬한 긴장이 생성될 수 있으며 이러한 상황에서 변화를 지지하는 힘이 변화에 대한 저항보다 강할 때에만 변화가 시작될 수 있다. 반대로, 그렇지 못한 결과가 도출된다면 변화에 대한 구성원의 동기는 낮아질 수 밖에 없고 실질적인 변화로의 움직임은 그 원동력을 잃게 된다. |
| 변화단계   | 변화 단계는 변화를 통해 원하는 상태로 나아가기 위해 필요한 일을 하는 시기이다. 이 과정에서는 기존에 수행하던 낡은 관행과 업무방식들이 도전을 받게 되며, 한편으로는 구성원사이에 새로운 업무 방식을 수용하려는 노력이 병행하면서 혼란이 공존할 가능성이 있다. 중요한 것은 이 과정을 거치는 동안 조직은 일시적으로 생산성 저하 등 성과부진을 경험할 수도 있다. 이를 회복하고 더 높은 단계로 나아가는 과정에서 경영진의 리더십, 구성원의 자발적 참여, 조직내 의사소통, 그리고 적절한 교육훈련이 요구된다. |
| 재결빙단계 | 재결빙(refreezing)은 변화의 마지막 단계이다. 변화의 시작과 이동과정에서의 저항과 성과부진을 극복하고 조직의 안정성과 성과도출을 기대할 수 있는 단계이다. 조직 구성원의 심리적인 안정감을 고취하고, 조직성과에 따른 기대와 보상이 부여됨으로써 조직변화가 긍정적으로 수행되었다고 하는 확신을 심어주게 된다. 이 단계에서는 변화를 시도하기 이전과는 다른 조직구조와 환경을 체험할 수 있으며 조직 구성원들의 가치와 인식도 새로운 환경을 수용하는 관점으로 변화할 수 있다. |

### C.L.E.R 모델[11]
CLER 모델은 자발적인 혁신의 확산과정보다는 계획된 변화의 확산과정에 초점을 둔 모델이다. 배치(configuration), 연합(Linages), 환경(Environments), 자원(Resources)의 복합적인 작용으로 인하여 발생하는 현상으로 이들 요소에 의하여 변화의 방향과 정도가 결정된다.
배치는 변화를 추진하는 체제와 변화를 수요하는 체제를 망라하는 외형적인 관계에 영향을 미친다. 연합은 체제 사이의 공식 또는 비공식 연결점과 체제 내부의 연결점을 뜻한다. 환경은 변화 추진체제와 수용체제를 둘러싼 우호적, 중립적, 저항적 환경을 나타낸다. 마지막으로 자원은 각 체제들이 목적달성을 위하여 사용할 수 있는 개념적, 물적, 인적, 제도적, 시간적 자원을 뜻한다.
계획적 변화를 위해서는 변화의 목표를 상세히 기술하여 목표점을 뚜렷이하고, 변화 추진체제와 수용체제를 수정하는 개인이나 단체에 관하여 기술하면서 이들간의 공식, 비공식 연결점들을 분석해야한다. 마지막으로 변화를 둘러싼 환경적 특성과 활용 가능한 자원을 기술하는 과정을 필요로 한다.

### 긍정적 모델(The Positive Model)[7]
과거의 모델들은 주로 결핍에 기초하여 있다. 그들의 조직의 문제점에 초점을 두고 있으며 조직이 더 잘 운영되기 위해서는 어떻게 조직이 운영되어야 하는지에 관심을 가지고 있다. 긍정적 모델은 조직이 어떻게 해야 올바르게 할 수 있는가에 초점을 두고 있다. 긍정적 모델은 구성원들이 그들의 조직이 어떨 때 가장 잘 운영되고 있는지에 대하여 이해하고, 이러한 역량들을 이용하여 더 나은 성과를 달성할 수 있도록 도와준다. 이러한 변화에 대한 긍정적 접근법은 사회과학에서 증가되고 있는, '긍정적 조직 학문(positive organization scholarship)'과 일치한다. 그들은 특출한 성과를 가져오는 조직 내의 긍정적인 역학에 초점을 두고 있다. 기대 효과에 대한 상당히 많은 연구들 또한 이러한 계획적 변화 모델을 지지하는 결과를 보여주었다. 이는 사람들이 자신의 기대하는 바가 일어나도록 만드는 방식으로 활동한다는 것을 보여주었다. 조직에 대한 긍정적인 기대는 이러한 믿음이 발생할 수 있도록 행동에 힘을 불어 넣고 방향을 제시하는 기대감을 창출 하게 되는 것이다.
긍정적 모델은 주로 장점탐구(Appreciative Inquiry, AI)라고 불리는 과정을 통하여 계획적 변화에 적용되어 왔다. 장점연구는 사회구성주의(social constructionism)의 '개혁적, 저항적' 형태로써 조직의 분석과 변화에 있어서 긍정적인 가치지향을 불어 넣어왔다. 사회구성주의는 조직구성원들의 공유된 경험과 상호 작용이 그들이 조직을 어떻게 인식하고 그 안에서 행동하게 되는지에 대하여 영향을 미친다고 가정한다. 이러한 공유된 의미가 조직원들의 계획적 변화에 대한 접근에 영향을 미치기 때문에 장점탐구는 변화를 어떻게 계획하고 관리하여야 하는가에 대한 긍정적인 오리엔테이션을 강조하고 있다.
장점탐구는 조직의 긍정적 잠재력에 대한 공유 비전을 창출함에 있어서 구성원들의 광범위한 참여를 촉진하고 있으며, 이와 같이 공유된 이해를 통하여 조직이 어떠해야 하는가에 대한 강력하고 지도적인 이미지를 가질 수 있게 된다. 이러한 장점탐구의 영향하에 계획적 변화에 대한 긍정적인 모델 수행의 5단계를 가지고 있다.
| 단계                        | 내용 |
| --------------------------- | --- |
| 서베이의 시작               | 이 단계에서는 변화의 대상을 결정한다. 조직구성원들의 참여를 통하여 그들이 에너지를 쏟아 부어야 할 문제들을 파악한다. 예를 들어 구성원들은 성공적인 남녀간의 협력, 고객만족 사례, 효과적인 팀 구성 방법 또는 새로운 아이디어를 시장에 신속하게 적용할 수 있게 하는 제품 개발 과정에 주목할 수 있다. 만약 서베이의 초점이 현실적이고 조직구성원들에게 주요한 것이라면, 변화과정 그 자체로서 이러한 긍정적인 속성을 가질 수 있을 것이다. |
| 베스트 프랙티스 서베이      | 이 단계에서는 '조직 내에서 가장 최고인 것'에 대한 정보를 수집한다. 예를 들어 '조직 내에서 최고인 것'이 조직혁신이라면 구성원들을 협력을 통하여 조직내에서 개발되고 실천에 옮겨진 새로운 아이디어들에 관한 스토리를 수집하는 인터뷰를 개발하게 된다. 그 인터뷰는 조직구성원들에 의하여 수행되고 그들은 서로 인터뷰 하면서 그들의 개인적으로 참여하였던 혁신의 스토리를 이야기한다. 이러한 스토리들이 모아져서 혁신 시스템으로서의 조직을 설명하는 정보의 집합이 만들어지게 된다.                                                                                  |
| 주제 발견                   | 주제 발견 단계에서는 구성원들이 스토리를 검토하고 구성원들의 경험에서 공통적인 면을 대변하는 주제들을 파악한다. 예를 들어 혁신의 스토리는 경영자가 구성원들에게 새로운 아이디어를 탐보할 수 있는 자유를 어떻게 주었는지, 조직구성원들이 자신의 동료들에게 받은 지원 또는 고객에 대한 노출이 어떻게 창의 적인 사고를 특별하게 하였는지 등에 대한 주제를 담고 있다. 이러한 주제들은 '무엇이냐'에서 '무엇이 될 수 있느냐'로 변화되는 기초를 제공한다. |
| 미래상 구체화               | 이 단계에서 조직구성원들은 앞선 단계에서 파악된 주제들을 검토한 후 현 상태에 대하여 도전하고, 희망하는 미래를 기술한다. 조직의 성공적이었던 과거에 기초하여 구성원들과 함께 조직의 미래를 구상하고 가능성 제안(possibility proposition)을 개발한다. 가능성 제안이란 조직이 가지고 있는 현재의 베스트 프랙티스와 미래 조직의 이상적인 가능성을 연결할 수 있는 제안들은 흥미롭고 도전적이며 가능성이 있는 미래상을 담는 제안이다. 이러한 가능성들에 기초하여 구성원들은 구체화 된 미래상을 실현하는데 필요한 이해관계자와 핵심적인 조직과정이 무엇인지를 식별한다. |
| 미래 창출 방안 설계 및 전달 | 마지막 단계에서는 미래를 창출하는 방식의 설계와 전달을 포괄한다. 마지막 단계를 통해 구성원들은 변화를 만들고 그 결과를 평가하고 조정을 해가며 조직이 비전을 향해 나아 갈 수 있도록 만든다. 이러한 과정을 통해 '조직 내에서 가장 최고인 것'에 관한 새로운 스토리를 만들면서 지속적으로 조직이 발전되게끔 한다. |

#### 장점 탐구 모델(Appreciative Inquiry: AI)[14]
AI(장점 탐구: Appreciative Inquiry)는 ‘조직의 역량을 극대화 시키는 핵심적 긍정요소(core positive)를 바탕으로 조직성과를 개선하는 변화관리법’으로 정의된다. AI는 경제적․생태적․인간적 측면에서 조직 또는 공동체가 가장 효과적으로 역량을 발휘했던 시기에 그 조직이나 공동체에 활력을 불어 넣었던 강점이나 긍정적 요소들을 체계적으로 탐색하고 발견하는 것을 의미한다. AI는 조직개발을 위해 전통적으로 선호되었던 부정적 요소에 대한 반복적인 진단과 처방 대신에, 핵심적 긍정요소를 발견(Discovery)하고 꿈(Dream)꾸며, 디자인(Design)하고 이를 실현(Destiny)한다.
긍정적 변화모델 AI는 발굴하기, 꿈꾸기, 디자인하기, 실현하기 등의 네 가지 활동들의 순환으로 이루어지며, 이를 AI의 4-D 모델이라고 한다. AI의 4-D 모델은 발굴하기(Discovery), 꿈꾸기(Dream), 디자인하기(Design), 실현하기(Destiny)의 단계로 구성된다.
| 단계       | 내용 |
| ---------- | --- |
| 발굴하기   | 발굴하기(Discovery)는 조직 내에서 가장 좋았던 기억, 가장 조직성과가 높았다고 생각하거나 구성원들이 가장 즐겁게 업무에 몰입했던 기억들을 공유하는 것이다. 이를 통해 조직성과를 높이기 위한 조직의 긍정적 핵심요인과 미래가치를 발견하고 탐구하는 단계이다. 발굴하기는 조직의 강점과 최고의 사례를 명확히 규명하는 과정에 모든 이해 관계자들을 참여시킴으로써 조직의 전체 시스템을 결집하게 한다. |
| 꿈꾸기     | 꿈꾸기는 이전단계에서 탐색한 조직의 핵심적 긍정요소와 긍정적 스토리들을 미래가치에 투영하여 조직의 성과를 높이기 위한 단계이다. 즉, 발굴단계의 인터뷰와 토론을 보다 구체화시켜 조직의 미래가치에 대한 그림과 비전을 정하는 단계이다. 꿈꾸기 단계는 조직의 발전가능성과 미래가치를 구체화하기 위해 ‘어떠한 명제들을 이끌어낼 수 있는가?’, ‘도출된 명제들에 대한 조직의 강점과 단점은 무엇인가?’, ‘공유된 조직의 역사 속에서 발견한 조직의 핵심적 긍정요소와 현재 조직이 가지고 있는 환경을 어떻게 조화시켜 미래가치로 연결할 것인가?’ 등의 물음에 대한 답을 구하는 과정이다. |
| 디자인하기 | 디자인하기는 이전 단계에서 논의된 미래가치와 핵심적 긍정요소들을 현실화시키기 위하여 조직구조, 업무재설계, 정책방향, 이해관계자 및 조직 네트워크상의 구조적 문제에 관한 변화, 조직문화와 변화에 관한 논의, 추진 전략 등을 탐색, 학습하는 단계이다. |
| 실현하기   | 실현하기는 실행단계로서 지속가능한 변화와 AI를 통한 미래가치의 학습이 이어질 수 있도록 공유된 조직문화를 정착시키는 과정이다. 이 단계는 지속적 학습과 적용, 환경에 대한 높은 대응력을 추구한다. |

### 액션리서치 모형(Action Research Model)[15]
전통적인 액션리서치 모형(Action research Model)은 계획된 변화를 조직에 대한 초기 연구가 다음 행동에 대해 정보를 제공하는 순환적인 과정으로 파악하고 있다. 행동 후 결과에 대하여 평가함으로써 추후의 활동을 이끌어갈 정보를 제공하고 있다.이와 같이 리서치와 행동(액션)이 반복되는 사이클은 조직구성원과 조직개발전문가간의 상당한 협력을 가져오게 된다. 이는 행동 후 결과에 대한 주의 깊은 평가뿐만 아니라, 계획이나 실행에 앞서 자료수집과 진단을 강조한다.
액션리서치는 전통적으로 특정한 조직이 계획적 변화를 실행할 수 있도록 도울 뿐만 아니라 다른 상황에도 적용될 수 있도록 일반화된 지식을 개발하는 것 두 가지를 모두 목표로 하고 있다.비록 액션리서치가 원래 변화와 지식 창출이라는 두 가지 초점을 갖도록 개발되었지만, 조직개발에 도입되어서는 계획적 변화에 주요 강조점이 주어지게 되었다.
| 단계                        | 내용 |
| --------------------------- | --- |
| 문제 확인                   | 이 단계는 조직의 핵심 성원(주요 간부 경영진)이 조직개발 실행자의 도움을 받아 해결할 수 있는 문제점들을 조직이 가지고 있다고 느끼는 것으로부터 시작한다. |
| 행동과학 전문가와의 상담    | 최초 접촉단계에서 조직개발 실행자와 고객 조직은 서로 조심스럽게 접근하게 된다.조직개발 실행자는 규범적이고 개발적인 이론 또는 준거의 틀을 가지고 있으며 그것이 가지는 가정이나 가치들을 잘 알고 있어야 한다.이러한 내용들을 고객 조직과 시작 단계에서부터 공유함으로서 개방적이고 협조적인 분위기를 형성하게 된다. |
| 자료수집과 예비 진단        | 이 단계는 주로 조직개발 실행자에 의하여 진행되며 때때로 조직 구성원과 협력하여 진행하게 된다.조직이 가지고 있는 문제의 근본적인 원인을 파악하기 위하여 적합한 정보를 수집하고 분석하게 된다.자료수집의 네 가지 기본적인 방법은 면접, 과정 관찰, 설문지, 조직성과 자료 등이다. 진단과정의 한 예를 들면 우선 관찰로 시작하여 준 구조화된 면접을 시행하고 여기서 파악된 문제점을 정확하게 측정하기 위하여 설문지를 통한 서베이를 하게 된다.진단을 위한 정보를 수집할 때 조직개발 실행자는 그들이 자료 수집에 대상이 되는 조직 구성원들에게 영향을 밀칠 수 있다.조직개발에서는 조직개발 실행자가 행하는 모든 활동을 조직에 특정한 영향을 미칠 수 있는 개입으로 이해한다. |
| 주요 고객집단에 대한 피드백 | 액션리서치는 공동작업의 결과이므로 피드백 자료는 고객에게 피드백 되어야하는데,이는 대개 그룹 또는 작업팀 회의 형식으로 전달된다.이러한 피드백 과정을 통해서 각 조직 구성원들은 조직과 부서의 강점과 약점을 파악할 수 있다.컨설턴트는 고객에게 적합하고 유용한 자료는 모두 제공하게 된다.물론 조직개발 실행자는 정보원천의 비밀을 준수할 것이고 때로는 자료 공개를 유보할 때도 있다.무엇이 적합하고 유용한 자료인지를 결정하는 것은 고객 집단이 정보를 수용할 준비가 되어있는지의 여부와 함께 제공된 정보가 고객을 지나치게 방어적으로 만들게 되는지 등에 따라 이루어지며,사생활 보호 및 윤리적 측면을 고려하여 결정하게 된다. |
| 문제에 대한 공동 진단       | 이 단계에서는 조직구성원들이 피드백 자료에 대하여 토론하고 조직개발 실행자와 함께 이 과정에서 드러난 문제점들을 진정 해결하기 원하는지 결정하게 된다.컨설턴트는 조직구성원으로부터 받은 기초 자료를 정리하고,그 자료의 검증과 추후 진단을 위하여 이를 조직구성원들에게 제공하기 때문에 자료수집,피드백,진단과정에서 밀접한 상호 관련성이 나타나게 된다. Schein이 지적한 바와 같이 유념하여야 할 것은 액션리서치 과정은 컨설턴트가 진단을 행하고 해결책을 처방하는 의사-환자(doctor-patient) 모델과 다르다. Schein은 고객과 컨설턴트관계에서 공유되는 준거 틀을 만들지 못한다면 조직에 대한 잘못된 진단과 의사소통의 장애를 유발하게 되어 ‘진단을 신뢰하지 않거나 처방을 수용하지 않게’ 된다고 하였다.그는 “많은 회사들의 컨설턴트가 제공한 보고서들로 서랍을 꽉 채우고 있다.그 보고서들은 진단과 제안내용들을 담고 있지만 고객들이 이해할 수 없거나 수용할 수 없는 내용들이기 때문이다”라고 하였다. |
| 공동행동 계획               | 이 단계에서는 조직개발 실행자와 고객구성원(경영팀)이 추후에 취해야 할 행동에 대한 합의가 이루어진다.이 단계는 Lewin의 변화모델에 있어서 변화단계의 시작이다.조직의 문화,기술,환경,문제의 진단,개입의 시간과 비용에 기초하여 특정한 행동을 개시하게 된다. |
| 행동                        | 이 단계에서는 일정조직 상태에서 다른 조직 상태로의 실질적인 변화가 일어나게된다.여기에는 새로운 방법의 도입,조직 구조나 작업 설계의 재조직화,새로운 행동의 강화 등이 포함된다.이러한 행동들은 대개 즉각 실천에 옮겨지기는 어려우며,현재 상태에서 바라는 미래의 상태로의 변화하기 위해서는 이행 기간(transition period)이 필요하다. |
| 행동 후 자료수집            | 액션리서치는 순환의 과정이므로 행동이 취해진 이후의 자료의 수집이 진행되며,그 행동의 결과를 관찰하고 이를 다시 조직의 피드백하게 된다.이를 통하여 재진단과 새로운 행동계획을 실천하게 된다. |

### 개방 체계 모델(Open-System Model)[16]
조직은 각 부서의 기능 요소들을 하나의 단위로 통합하여 통합된 목표나 전략을 추구한다. 이러한 과정에서 각 요소들을 하나로 통합하여 주는것을 '체계'라고 한다. 대부분의 조직 개발 과정에서 이러한 통합의 근간이 되는 체계 모델에 입각한 일반적인 진단 모델을 개방 체계 모델(Open-system model) 이라고 한다.

#### 개방 체계로서의 조직
체계는 외부 환경에 얼마나 개방적인가에 따라 다양할 수 있다. 조직과 사람과 같은 개방 체계들은 정보와 자원을 외부 환경과 교환한다. 이들은 자신의 행동(behavior)을 완전히 통제할 수는 없고, 외부의 힘에 의해 부분적으로 영향을 받는다. 예를 들어, 조직은 원자재의 가용성, 고객의 요구, 타 기업과의 경쟁, 그리고 정부 규제와 같은 환경 조건들에 의해 영향을 받는다. 이러한 외부적 힘들이 어떻게 조직에 영향을 미치는지를 이해하는 것은 조직 내부의 행동들을 설명하는 데 도움이 된다.
개방 체계는 위계적인 순서를 드러낸다. 체계의 각 상위수준은 하위수준의 체계들로 구성되어 있다. 사회수준의 체계는 조직들로 구성되어 있고, 조직은 집단(부서)들로 구성되어 있고, 그리고 집단은 개인들로 구성되어 있다. 서로 다른 수준의 체계들이 규모나 복잡성과 같은 측면들에서 매우 다양하지만, 이들은 모두 개방 체계라는 점에서 많은 공통점을 지니고 있고, 그런 속성들은 어느 수준의 체계에나 적용될 수 있다. 개방 체계의 핵심속성으로는 ①투입,변환,산출, ②경계(boundaries) ,③ 피드백, ④ 이인동과성(equifinality), ⑤ 정렬(alignment)이 있다.
| 단계                   | 내용 |
| ---------------------- | --- |
| 투입, 변환 그리고 산출 | 모든 조직 체계는 투입, 변환, 산출이라는 세 개의 서로 관련된 부분들로 구성된다. 투입(input)은 체계에 들어갈 사람, 정보, 에너지, 재료와 같은 자원들로 구성된다. 투입은 체계의 외부 환경으로부터 얻어진다. 예를 들어, 제조업체는 외부 공급자로부터 원자재를 조달한다. 마찬가지로 병원의 간호실에서는 환자의 상태에 관한 정보를 주치의로부터 전해 듣는다. 각각의 경우에, 체계(조직 혹은 간호실)는 외부 환경으로부터 자원(원자재나 정보)을 획득한다. 변환( transformation)은 투입을 산출로 전환하는 과정이다. 조직에서는 사회적 요소와 기술적인 요소들로 구성된 생산 혹은 운영 기능이 일반적으로 이런 변환을 담당한다. 사회적 요소는 사람들과 그들의 작업 관계로 구성되는 반면, 기술적인 요소는 도구, 기법, 그리고 생산이나 서비스 방법 등을 포함한다. 조직은 투입 자원들을 제품과 서비스로 변환하기 위한 정교한 메커니즘들을 개발해왔다. 예를 들어, 은행은 예금을 주택 금융 대출과 이자 소득으로 변환한다. 또한 변환과정은 집단과 개인수준에서도 발생할 수 있다. 예를 들어, 연구개발 부서는 최근의 과학적 성과를 새로운 제품 아이디어로 변환할 수 있고, 은행출납계 직원들은 고객의 요구사항을 가치 있는 서비스로 변환할 수 있다. 산출(outputs)은 체계에 의해서 변환된 결과물로서 외부 환경으로 보내지는 것이다. 그러므로 변환된 투입물은 체계를 떠날 준비가 된 산출물이라 할 수 있다. 단체 건강보험회사들은 보험료, 건강한 사람들과 병약한 사람들, 그리고 의료비 청구서를 받아들이고 그것들을 의사 진료와 문서 기록을 통하여 변환하여 치료받은 환자와 지불금액을 병원과 의사에게 보낸다. |
| 경계                   | 경계라는 개념은 체계와 환경 사이를 구분하는 데 도움이 된다. 폐쇄 체계는 상대적으로 견고하고 관통하기 힘든 경계를 가진 반면, 개방 체계는 훨씬 투과성이 높은 경계를 지니고 있다. 경계는 ─체계의 경계선이나 혹은 한계점─많은 생물체계 및 기계체계들 내에서 쉽게 관찰된다. 그러나 지속적인 유입과 배출의 흐름이 있는 사회 체계(social system)는 경계를 정의하기 훨씬 더 어렵다. 예를 들어, 다음과 같은 경우에 조직의 경계란 어디에 존재하는 것일까? 무선 홈 네트워크를 설치한 개인 고객이 소프트웨어가 인터넷 서비스 공급자(ISP)에게서 제공받은 소프트웨어의 일부와 충돌한다는 메시지를 받게 된다. 고객은 네트워크 소프트웨어 제공자와의 통화를 통해 충돌을 해결할 기술적인 도움과 조언을 얻는다. 그 고객은 절차에 따라 완벽하게 도움을 받았다고 느끼지만 사실은 자신이 인도에 있는 네트워크 소프트웨어 기술지원 인력과 통화를 했다는 사실은 전혀 알지 못할 것이다. 이처럼 인터넷의 지속적인 발전은 계속해서 개방 체계의 경계 개념을 확장할 것이다. 사회체계가 여러 개의 하위 체계들을 지니고 있고, 하나의 하위 체계의 경계선이 다른 하위 체계의 경계선과 다를 수도 있기 때문에, 경계의 정의는 다소 임의적이다. 체계 그 자체와 마찬가지로, 강조되는 변수에 따라 어느 사회 조직에든 임의적인 경계가 정해져야만 하는 수가 있다. 예를 들어, 리더십을 연구하거나 분석하기 위해 사용된 경계들은 집단 간 역학을 연구하기 위해 사용된 경계들과는 완전히 다를 수도 있다. 체계의 개방성이 다양한 것처럼 경계의 투과성 역시 고정된 것에서부터 느슨한 형태에 이르기까지 다양하다. 지역사회 경찰의 경계는 아마 지역사회의 정당들의 경계보다 훨씬 고정되어 있으며 보다 분명하게 정의될 것이다. 조직 외부의 세계에서 그러하듯이, 조직 내에서도 경계 간의 갈등은 늘 잠재된 문제이다. |
| 피드백                 | 피드백은 체계의 실제 성과 혹은 산출물에 관한 정보이다. 그러나 그런 정보들이 모두 피드백인 것은 아니다. 체계의 향후 기능을 통제하는데 사용되는 정보만이 피드백으로 간주된다. 피드백은 체계를 안정적인 상태로 유지하기 위해 사용될 수도 있고, 혹은 조직이 변화하는 환경에 적응하도록 돕기 위해 사용될 수도 있다. 예를 들어, 맥도날드는 엄격한 피드백 과정을 통해 한 매장에서의 한 끼 메뉴가 다른 매장들에서의 메뉴와 가능한 한 동일하도록 유지한다. 한편 현장에서 일하는 어떤 판매원은 판매가 부진함을 보고 이를 개선하기 위해 조직변화를 주장할 수 있다. 그리고 시장 조사 결과에 따라 마케팅 부서가 회사에 광고 캠페인을 변경하도록 권고할 수도 있다. |
| 이인동과성             | 폐쇄 체계 내에서는 체계의 최초 조건과 최종 상태 사이에 직접적인 인과관계가 존재한다. 컴퓨터의 'on' 스위치를 누르면 체계의 전원이 켜진다. 그러나 생물 체계와 사회 체계는 상당히 다르게 작동한다. 이인동과성이라는 개념은 유사한 결과들이 서로 다른 최초의 조건들이나 서로 다른 방식들에 의해서도 달성될 수 있음을 나타낸다. 이 개념은 관리자들이 다양한 수준의 투입물들을 조직에 투여하고, 그것들을 다양한 방식으로 변형하여 만족스러운 수준의 산출물을 얻을 수 있음을 의미한다. 그러므로 경영층의 기능은 하나의 확실한 해결책을 찾는 것이라기보다는 여러 가지의 만족스러운 옵션들을 개발하는 것이다. 따라서 체계 이론과 상황 이론(contingency theories)은 조직을 설계하기 위한 보편적으로 적용될 단 하나의 최선의 방법이란 없다고 제안한다. Earthlink, AOL, 혹은 Microsoft의 인터넷 서비스처럼 일정한 서비스를 제공하는 회사와 부서들은 완전히 다르게 설계되어 있으면서도 동일한 결과를 달성할 수 있는 것이다. 마찬가지로, 주요 소매업자들, 소프트웨어 제조업자들 혹은 항공사들의 고객서비스 기능 역시 비슷한 원칙에 따라 설계될 수 있다. |
| 정렬                   | 체계의 전체적인 효과성은 서로 다른 하위 체계들이 서로 정렬된 정도에 따라 어느 정도 결정된다. 이러한 정열(alignment) 혹은 적합(fit)은 투입과 변환 간의 관계, 변환과 산출 간의 관계, 그리고 변환 과정에서의 하위체계들 간의 관계에 대한 것이다. 체계의 다양한 부분들 간의 관계를 단일한 전체로 보는 진단가들은 체계적 조망을 취하는 경우라고 할 수 있다. 정렬은 두 개 이상의 부분 간의 관계상의 특징을 나타낸다. 이것은 특정 체계의 세부속성, 운영, 주요 특성들이 다른 체계의 효과성을 지원해주는 정도를 나타낸다. 시간을 맞추기 위해 시계의 두 바늘의 날이 완벽하게 맞물려야 하는 것처럼, 조직이 효과적으로 작동하기 위해서는 각 부분들이 정확하게 맞물려야 한다. 예를 들어, General Electric사는 다각화(diversification) 전략을 통해 목표를 달성하고자 하고, 그러한 전략을 지원하기 위해 부문화된 구조(divisional structure)를 활용한다. 한 제조 부문이 서로 다른 제품들을 생산하려 할 때보다 한 부문이 하나의 제품 라인에만 집중할 때 더 효율적이므로 전통적인 기능 구조는 이 전략에는 적합하지 않을 것이다. 체계이론적 조망에 따르면 진단이란 조직의 다양한 부분들과 하위체계들 간의 부적합한 지점들을 찾아내는 것이다. |

### 성과관리 모델[7]
성과관리는 종업원의 작업행동과 결과를 정의하고 평가하며 강화하는 일련의 활동들이 통합된 과정이다. 잘 개발된 성과관리 과정을 가진 조직들은 그렇지 않은 조직들보다 우월한 성과를 보여주곤 한다. 성과관리는 목표 설정, 성과 평가, 보상 체계 등을 주요 요소로 포함한다. 이들은 개인성과와 작업집단성과에 공동으로 영향을 준다. 목표 설정은 바람직한 성과의 종류를 명확히 하는 것이며, 성과 평가는 목표 설정과 관련된 결과를 평가하는 것이다. 또한 보상 체계는 바람직한 결과들이 반복될 수 있도록 긍정적 또는 부정적인 강화요인을 제공하는 시스템이다. 성과관리는 조직 전체 상황의 맥락에서 이루어지기 때문에 목표 설정, 성과 평가, 보상 체계들이 어떻게 작업성과에 영향을 미치는지를 결정하는 데에는 사업 전략, 작업기술, 종업원 관여와 같은 적어도 세 가지의 상황적 요인들이 작용한다. 목표 설정, 성과 평가, 보상 체계들이 세 가지의 상황적 요인들과 조화를 이룰 때 높은 수준의 작업성과가 발생하는 경향이 있다.
성과관리는 사업 전략의 목표와 의도에 맞는 종업원의 작업행동에 집중하며 그러한 행동을 평가, 보상하여 강화한다. 이를 통해 작업행동이 전략적으로 유도된다.
작업장에서 활용되고 있는 기술(workplace technology)은 성과관리의 기준을 개인에 두어야 할지, 아니면 집단에 두어야 할지를 결정하는 데 영향을 준다. 기술의 상호의존성이 낮고 작업이 개인직무 중심으로 설계되었다면, 목표 설정, 성과 평가, 보상 체계는 개인의 작업행동을 중심으로 설계되고 운영되어야 한다. 이와 반대로 기술의 상호의존성이 높고 작업이 집단 중심으로 설계되었다면, 성과관리는 집단행동 중심으로 설계되고 운영되어야 한다.
마지막으로, 조직에서 종업원 관여의 수준은 성과관리 실무운영의 속성으로 결정한다. 조직이 고도로 관료적이고 참여 수준이 낮을 때, 목표 설정, 성과 평가, 보상 체계는 경영층이나 담당 직원에 의해 공식화되고 관리되어야 한다. 반면에 고관여 상황에서의 성과관리는 관리자와 종업원이 공동으로 목표를 설정하고 성과를 평가하며 보상하는 참여적인 성과관리가 되어야 한다. 예를 들어 고관여 조직에서 종업원들은 성과관리의 모든 단계에 참여하고 성과관리의 실무운영 방식을 설계하고 관리하는 데에 상당한 수준으로 관여할 수 있다.

## 대표적 수행 기법
조직개발의 기법들을 분석의 수준에 따라 개인수준, 집단수준, 그리고 조직수준의 기법으로 분류 할 수 있다.

### 개인수준의 기법들

#### 감수성 훈련[18]
감수성 훈련은 1946년 커트 르윈(Kurt Lewin, 1890년 9월 9일 - 1947년 2월 12일)이 주도했던 t-group 활동을 모체로 하여 발달한 조직개발 프로그램이다. t-group 기법은 1960년대와 70년대에 미국에서 커다란 반향을 불러 일으켰었으며 칼 로저스(Carl Rogers, 1902년 1월 8일 ~ 1987년 2월 4일) 같은 학자는 't-group 이야말로 금세기 최고의 사회적 개입기법' 이라고 평가한 바 있다.

##### 감수성 훈련의 목적
감수성 훈련의 목적은 개인 자신의 행동이 타인에게 어떠한 영향을 주는지를 파악하고 자신에 대한 인식을 높이며, 집단의 각 구성원들간의 원활한 상호작용을 도모하는데 있다. 효과적인 커뮤니케이션 방법 학습 , 주의 깊게 듣기, 자신의 감정과 타인의 감정을 이해 하기 등을 통하여 자신의 실체에 대한 차원 높은 인식을 이룩한다는 것이다.
감수성 훈련은 집단 내 구성원들이 서로간의 감정 관리를 제대로 하지 못하여 저조한 성과가 야기된다는 가정 하에 이루어지며, 이러한 감정 문제를 해결함으로써 성과 증진 방해요인을 제거하는 것을 목적으로 한다. 따라서 감수성 훈련에서는 훈련의 내용보다는 과정을 중요시하며 개념보다는 감정에 개발에 초점을 둔다.

#### 감수성 훈련의 절차
1. 훈련의 참가자는 보통 한 집단에 10 -15 명 정도로 하며, 각각 구성원들의 직업, 나이, 출신 등이 다르도록 구성한다.
2. 참가자에게 훈련에 들어가기 전에 아래와 같은 내용들을 설명하여 준다.
  - 훈련집단에 참가하는 동안 참가자들에게 특정한 과제는 과제는 주어지지 않으며 참가자들이 하고 싶은 것을 마음껏 할 수 있다.
  - 훈련집단을 참가자가 마음대로 떠날 수는 없다.
  - 훈련집단의 모든 관리와 운영은 참가자들이 자율적으로 수행한다.
3. 참가자들은 훈련을 받는 동안 집단 내에서 자율적인 분위기가 인정되므로 자신들의 행동에 구속을 받지 않는다.
4. 토의는 정기적으로 매일 3회(오전, 오후, 저녁) 실시하며 매회 2시간씩 1주일 동안 진행된다.
5. 참가자들의 원래 속해 있던 훈련집단을 해체하고 각 집단의 구성원들을 바꾸어 새로운 훈련집단을 만든다. 새로운 훈련집단을 만든 후 2일간 토의를 하도록 한다.
6. 새로운 훈련집단에서의 훈련이 끝나면 각 참가자들은 원래 소속되어있던 훈련집단으로 복귀한다. 새로운 훈련집단에서의 경험을 통하여 자신들이 원래 속해 있던 훈련집단에 더욱 애착을 갖게 되고 훈련집단의 활동을 더욱 유효하게 한다.
7. 위와 같은 과정을 통하여 2주일간의 훈련을 모두 마친다.

##### 감수성 훈련의 효과[19]
1. 구성원들은 서로 자기가 타인에게 어떠한 영향을 미치고 있는지, 또 자신이 타인으로부터 어떻게 인지되고 있는지를 배우게 된다.
2. 구성원들은 원활한 커뮤니케이션 기법을 터득하게 된다.
3. 자신의 의견을 앞세우기보다는 타인의 의견을 먼저 듣는 방법을 배우게 된다.
4. 집단과 구성원 사이에 어떠한 영향을 주고받는가를 배우게 된다.
5. 사람들이 처하게 되는 상황에 따라 어떠한 방식으로 대응해야 하는가를 배우게 된다.

#### 교류분석(Transaction Analysis)[20]
교류분석은 1957년 미국의 정신과 의사 에릭 번(Eric Berne, 1910년 5월 10일 ~ 1970년 7월 15일)이 개발한 인간행동에 대한 이론이다. 교류분석은 사람들이 심리적으로 어떻게 구조화되어 있는가에 대한 시각화 자료를 제공하는 개인의 성장과 변화를 위한 체계적인 심리 치료법으로써 리더십 개발, 기업 혁신, 직장 활성화, 팀 구축등을 위한 기법으로 사용될 수 있다.

### 집단수준의 기법들
팀빌딩

#### 팀빌딩법의 가정
팀빌딩법은 집단내 개인의 행동과 태도에 영향을 미치는 집단구성원간의 비공식적인 관계를 중시함으로써 집단과정에서의 손실을 최소화하고 집단의 장점을 최대한 활용할 수 있다는 점을 강조한다. 구체적으로 팀구축법은 다음의 가정들에 기초하고 있다.
- 작업집단은 기술적 구조인 동시에 사회적 시스템이다.
- 집단구성원들이 공동목표를 달성하기 위하여 서로 협조할 때 작업집단의 효율성이 증진될 수 있다.
- 작업집단구성원들의 정서적인 욕구가 충족되고 복지가 향상되어야만 작업집단의 유지와 효율성 증진이 가능하다.

## 조직 수준의 기법들

### 규범적 접근
일부 학자들은 조직을 설계하고 운용함에 있어서 유일한 최선의 규범적 방식이 존재한다고 생각하였다. 이러한 규범적 신념을 강조한 구체적 기법으로는 Likert의 참여경영(시스템 4)프로그램과 Blake와 Mouton의 격자 조직개발(Grid OD) 기법이 있다.
격자 조직개발(Grid OD)
관리자와 조직의 효과성에 대한 연구로부터 시작된 로버트 블레이크(Robert R. Blake 1918년 1월 21일 – 2004년 6월 20일)와 제인 무튼(Jane Srygley Mouton 1930년 4월 15일 – 1987년 12월 7일)의 격자 조직개발기법에서 연구자들은 계획과 의사소통이 조직의 탁월성을 막는 주요 요소라고 주장하였다. 이후 이러한 장벽의 근원을 파악하기 위해 진행된 심층 연구를 통해 조직의 탁월성을 증진시키기 위한 관리 격자(managerial grid)라는 리더십 규범 모델이 탄생되었다.
관리격자 모델에 따르면 개인의 리더십 스타일은 생산에 대한 관심과 사람에 대한 관심이라는 두가지 차원에 의해 정의 될 수 있고 생산에 대한 관심은 생산과업의 완수, 창의적 아이디어 개발, 품질 정책 결정, 우수한 스태프 서비스, 효율적 업무량 측정 등의 행위가 포함되며, 생산에 대한 관심은 외형적 성과만 아니라 조직 구성원에 할당된 과업이나 활동 수행도 함께 포함된다. 사람에 대한 관심은 개인의 가치, 우수한 작업조건, 작업에 대한 몰입, 안전, 공정한 보상, 좋은 사회적 관계 등 다양한 이슈를 포함하고 있다.
시스템4
시스템 4 기법은 리커트(Rensis Likert 1903년 8월 5일 - 1981년 9월 3일)의 시스템 4 이론에서 나온것으로 관리자의 집단 중심적 리더십과 참여적 의사결정을 통하여 조직의 성과를 올리는 방법이다.

###### 시스템 4의 절차
1. 경영층과 변화담당자가 집단이나 조직의 문제증상을 놓고 이 기법의 활용을 검토한다.
2. 변화담당자의 개입 아래 리더십, 동기부여, 의사소통, 상호작용, 목표설정, 통제관리, 성과 등의 제측면에 대한 설문지를 작성한다.
3. 문제집단이나 조직을 대상으로 자료를 수집한다.
4. 수집된 자료를 분석하여 문제를 파악하고 그것을 해결하기 위한 계획 및 전략을 수립한다.

###### 시스템 4이론의 적용
위의 절차를 토대로 시스템 1 (독재, 착취형 조직) 이나 시스템 2 (독재, 온정형 조직)에서 시스템 3 (상담형 조직) 이나 시스템 4 (참여형 조직)로 변화시켜 나아간다. 시스템 4로 변화시키기 위해서 상황에 따라 여러 가지의 조직개발기법들을 장기간에 걸쳐 단계적으로 사용한다.

### 목표에 의한 관리 (MBO: Management By Objectives)[25][26]
참여의 과정을 통하여 조직의 목표를 명확히 하고 체계화함으로써 관리의 효율을 기하고자 하는 기법인 MBO는 1954년 드러커 (Peter Drucker)가 쓴 “The Practice of Management”라는 책을 통하여 널리 알려지기 시작한 뒤, 종합적인 계획, 평가, 개발 및 통제 시스템으로 정착하게 되었다.

#### MBO의 구성요소
| 요소        | 내용 |
| ----------- | --- |
| 목표의 설정 | 목표의 설정이란 정량적으로 측정가능하고 기간이 분명한 목표를 설정하는 것을 내용으로 한다. 중요한 것은 MBO에서는 최고경영층에서 말단에 이르기까지 일관성있는 목표들을 갖게 된다는 것이다. 따라서 각자의 목표는 조직 전체의 목표와 체계적으로 연결되게 된다.                                                                            |
| 참여        | MBO는 참여를 통한 목표설정을 핵심으로 한다. 목표를 설정하는 데 있어 상부로부터의 일방적인 하달식이 아니라 하부계층의 구성원들과 관리자들이 함께 참여하여 목표를 설정하게 된다. 참여를 통하여 목표를 설정하게 되면 종업원들이 설정된 목표를 수용하는 데 있어서 보다 적극적이 될 수 있고 생산성 측면에서도 보다 유효하다고 보는 것이다. |
| 피드백      | 목표를 수행하는 과정에서, 또 수행이 끝난 후 그 수행결과에 대하여 구성원들에게 적절한 피드백이 제공되어야 한다. 피드백이 필요한 이유는 자신이 수행하고 있는 일의 진행정도와 올바르게 수행하고 있는지 등을 수시로 알 수 있도록 정보를 제공함으로써 집단의 문제해결능력을 증진시키고, 개인의 직무수행능력을 향상시킬 수 있다는 점이다.   |

#### MBO의 절차
| 절차           | 내용 |
| -------------- | --- |
| 목표의 발견    | 조직이 생존하고 성장해 나가는 데 있어서 꼭 필요한 거시적 조직목표를 발견해 나가는 단계이다. 이 단계에서는 조직의 현황을 분석할 뿐만 아니라 조직이 무엇을 이루어야 하는지(또는 이루고자 하는지)를 분석하게 된다.                                                               |
| 목표의 설정    | 목표설정 단계에서는 조직이 무엇을 이루고자 하는가를 확고하게 정립시키는 단계이다. 이 단계에서는 개인별, 집단별로 목표가 설정되게 하고 이 설정된 목표는 부하직원들의 업적을 평가하고 피드백 시키는 기준이 되며 개인과 집단의 활동을 조직 전체의 목표와 결합시키는 역할을 한다. |
| 목표의 확인    | 이 단계는 전단계에서 설정된 목표가 실제로 수행될 수 있는가를 검토하는 단계이다. 설정된 목표의 수행가능성, 시간내 달성가능성, 목표수행상의 장애요인 등을 주의깊게 분석하여야 한다.                                                                                             |
| 목표의 실행    | 이 단계는 설정되고 확인된 목표들을 수행하기 위한 구체적인 전략을 수립하고 실제로 행동에 옮기는 단계이다. |
| 평가 및 피드백 | 마지막 단계인 평가 및 피드백 단계에서는 설정된 목표가 계획대로 수행되었는지를 평가하는 단계로써 미진한 부분에 대해서는 차기의 계획을 조정하는 단계이다. 실적치와 목표치간의 차이를 평가하고 그것을 담당 집단에 피드백 해 주고 그 원인을 발견하여 수정하도록 하는 단계이다.    |

#### MBO 실시에 따른 유의점
1. MBO의 주요 내용은 조직의 목표를 명확히 설정하는 것이다. 하지만 실제적으로 목표를 설정하는 데 있어서 많은 문제점들이 존재하며, 또 목표를 명확히 제시하였다 하더라도 최종목표와 중간목표 사이의 불일치로 인한 문제가 발생할 수 있다.
2. MBO에서는 조직의 성과를 질적인 면에서보다는 양적인 면에서 측정하는 경향이 높다. 그러나 조직내의 모든 것들이 양적으로만 평가될 수 있는 것은 아니므로 주의하여야 한다.
3. MBO는 단기목표를 강조하는 경향이 있다.
4. MBO는 목표의 변화에 있어서 비탄력적이다. 즉 설정된 목표가 더 이상 가치가 없어져 변경을 하여야 하는 경우, 기존의 목표를 그대로 유지하려는 경향이 있다.
5. 인간중심적 관리 방식에 경험이 없는 조직이 MBO를 도입하려면 강한 저항을 받는다.